# Funkcja pary
Funkcja pary – przyporządkowanie służące do jednoznacznego zakodowania pary liczb naturalnych za pomocą pojedynczej liczby naturalnej.
Każda funkcja pary może zostać użyta w teorii mnogości do dowodu, że zbiory liczb całkowitych oraz wymiernych maję tę samą moc co zbiór liczb naturalnych. W teorii rekursji służą one do kodowania funkcji więcej niż jednego argumentu naturalnego {\displaystyle f\colon \mathbf {N} ^{k}\to \mathbf {N} } za pomocą funkcji jednej zmiennej {\displaystyle g\colon \mathbf {N} \to \mathbf {N} .}

## Definicja formalna
Funkcją pary jest pierwotnie rekurencyjna bijekcja
{\displaystyle \pi \colon \mathbb {N} \times \mathbb {N} \to \mathbb {N} .}
(Uwaga: tutaj {\displaystyle \mathbb {N} =\{0,1,2,3,\dots \}})

## Funkcja pary Cantora
Funkcja pary Cantora jest funkcją
{\displaystyle \pi \colon \mathbb {N} \times \mathbb {N} \to \mathbb {N} }
daną wzorem
{\displaystyle \pi (k_{1},k_{2}):={\frac {1}{2}}(k_{1}+k_{2})(k_{1}+k_{2}+1)+k_{2}.}

Funkcja pary Cantora przyporządkowuje liczbę naturalną dowolnej parze liczb naturalnych

Wartość otrzymaną przez zastosowanie tej funkcji do liczb {\displaystyle k_{1}} i {\displaystyle k_{2}} często oznacza się jako {\displaystyle \langle k_{1},k_{2}\rangle .}
Definicja ta może być indukcyjnie rozszerzana do funkcji krotkowej Cantora
{\displaystyle \pi ^{(n)}\colon \mathbb {N} ^{n}\to \mathbb {N} }
następująco
{\displaystyle \pi ^{(n)}(k_{1},\dots ,k_{n-1},k_{n}):=\pi (\pi ^{(n-1)}(k_{1},\dots ,k_{n-1}),k_{n}).}

### Odwracanie funkcji pary Cantora
Niech dane będzie {\displaystyle z} jako
{\displaystyle z=\langle x,y\rangle ={\frac {(x+y)(x+y+1)}{2}}+y}
i powiedzmy, że chcemy znaleźć {\displaystyle x} i {\displaystyle y.}
Zdefiniujmy pomocniczo:
{\displaystyle w=x+y,}
{\displaystyle t={\frac {w(w+1)}{2}}={\frac {w^{2}+w}{2}},}
{\displaystyle z=t+y,}
gdzie {\displaystyle t} jest {\displaystyle w}-tą liczbą trójkątną.
Rozwiązując równanie:
{\displaystyle w^{2}+w-2t=0}
z {\displaystyle w} jako funkcją parametru {\displaystyle t,} dostaniemy:
{\displaystyle w={\frac {{\sqrt {8t+1}}-1}{2}},}
co jest ściśle rosnące i ciągłe dla nieujemnego rzeczywistego {\displaystyle t.}
Skoro
{\displaystyle t\leq z=t+y<t+(w+1)={\frac {(w+1)^{2}+(w+1)}{2}},}
dostajemy
{\displaystyle w\leq {\frac {{\sqrt {8z+1}}-1}{2}}<w+1,}
skąd
{\displaystyle w=\left\lfloor {\frac {{\sqrt {8z+1}}-1}{2}}\right\rfloor .}
Tak więc, aby wyznaczyć {\displaystyle x} i {\displaystyle y} z {\displaystyle z,} postępujemy następująco:
{\displaystyle w=\left\lfloor {\frac {{\sqrt {8z+1}}-1}{2}}\right\rfloor ,}
{\displaystyle t={\frac {w^{2}+w}{2}},}
{\displaystyle y=z-t,}
{\displaystyle x=w-y.}
Skoro funkcja Cantora jest odwracalna, musi być różnowartościowa i na.